# Laser trilobum
Laser trilobum är en växtart i släktet Laser och familjen flockblommiga växter. Den beskrevs av Carl von Linné som Laserpitium trilobum, och fick sitt nu gällande namn av Moritz Balthasar Borkhausen 1795.
Arten är en perenn ört som förekommer över stora delar av Europa och Mellanöstern, från Baltikum till norra Iran.